# Католичка црква у Северној Македонији
Католичка црква у Северној Македонији обухвата све установе и припаднике Католичке цркве на државном подручју Северне Македоније. Саставни је део Католичке цркве, под врхоцним поглаварством римског ппапе. Католички верници у Северној Македонији већином су македонске, албанске и хрватске народности, а углавном су концентрисани у северном и југоисточном региону Северне Македоније. У Северној Македонији живи око 20.000 католика, што је 1% од укупне популације.

## Старија историја
Средином 9. века, када је део данашњег државног подручја Републике Македоније био под влашћу Бугарског каганата, започео је процес христијанизације владајућих Бугара и њихових јужнословенских поданика. Тада је дошло до спора између Цариградске патријаршије и западних мисионара, који су међу Бугарима и Јужним Словенима покушали да прошире учење о двоструком исхођењу Светог духа, оличено у употреби симбола вере са уметнутим изразом Филиокве (лат. Filioque). Ове појаве су сузбијене, тако да је покрштавање Бугара и највећег дела Јужних Словена спроведено под окриљем Православне цркве.
Након Четвртог крсташког рата, највећи део Вардарске Македоније потпао је под власт крсташког Солунског краљевства у коме је успостављена католичка хијерархија. Међутим, крсташка власт над овим областима трајала је кратко, свега двадесетак година.

## Скопска бискупија
Скопска бискупија, под чијом су надлежношћу верници на западу односни римски обред, је једна од најстраријих бискупија на Балкану, која постоји још од самог њеног оснивања. Територија на којој се данас простире скопска бискупија историјски није довољно истражена. Многе важне историјске чињенице су и даље остале нерешене. За добар преглед, црквена историја у овим крајевима може се поделити на три главна периода.

### Први период
Први период почиње са појавом хришћанства у Европи. Апостол Павле је у том тренутку био мисионар. Хришћанство је било присутно у свим областима што потврђује чињеница да је на Васељенском сабору (325. године), који је потписан од стране саборских оца, среће се име бискупа Дакоса од Скупија (Скопље). Бискуп Дакос се спомиње као митрополит на челу провинције Дарданије, чији је главни град Скопље, а провинција се протезала од Ниша па све до Велеса. Постојање митрополије не односи се на јасно дефинисану црквену организацију у провинцији на чијем челу је митрополит и неколико епископа. Овај период се може назвати „златним периодом” за ову провицнију. Касније писци помињу пет епархија у провинцији Дарданија. Међу потписницима у писму, које су дарданијски епископи послали папи Геласију (492. године) налази се шест имена бискупа.

### Други период
Други период карактеришу турбулентни услови и прелаз ових крајева у руке различитих владара. Појавом Турака на овим просторима наступа један тежак период за хришћане у овим крајевима. Петвековно турско ропство је оставило тешке последице у бискупији. Међутим, у извештају из Рима из 1584. године, Скопље се помиње као католички центар.

### Трећи период
Овај период се поклапа у време оснивања Конгрегацијата "де Пропаганда Фиде" 1622. године. У овом периоду Римокатоличка црква посвећује више пажње на ове крајеве. Апостолска сукцесија скопских римокатоличких надбискупа од Андрије Богданија (1651-1656) до данас је континуирана. До 1914. године скопски бискупи називани су "надбискупи". Али конкордатом између Свете Столице и Краљевине Србије назив надбискупа промењен у бискуп римокатоличке надбискупије у Београду. Последњи надбискуп је био Лазар Миеда до 1921. године, када је именован за надбисукупа скадарске бискупије. Одлуком папе Јована II од 24. маја 2000. године, Скопска бискупија је подељена од Призренске, и данас њена надлежност се протеже на целој територији Македоније.

## Македонски апостолски викаријат
У Македонији постоје католици византијско-словенског обреда, а који спадају под надлежност Македонског апостолског викаријата.

### Македонски апостолски викаријат Бугара
Покрет за ослобођење и независност добија свој замах средином 19. века, када се широм Европе буди национална свест. Овај покрет такође утиче на Македонију. У борби за верску слободу од грчког утицаја, у македонском народу се буди национални дух и буди се дух за црквену независност од Цариградске патријарше. После, неуспешне молбе разним независним црквама у покушају да се ослободи надлежности Цариградске патријаршије завршава се сједињењем са бугарском католичком црквом 1859. године. Центар тог покрета био је град Кукуш, одатле и назив „Кукушка унија”. 1883. године основан је Македонски апостолски викаријат Бугара, са седиштем у Солуну. Први именовани Апостолски викар је био Лазар Младенов.

### Апостолски викаријат
Стварањем Апостолског Викаријата Бугара у Македонији успостављена је правна структура Католичке цркве византијско-словенског обреда у Македонији. Бискуп Младенов обележава на јасан правац разовоја Католичке цркве источног обреда .Међутим, несрећне околности које утичу на то подручје: Илинденски устанак, Балкански ратови и Први светски рат негативно се одражава код католика. После Првог светског рата католици источног обреда су се налазили у Вардарској Македонији и струмичком региону. Папа их их је тада ставио под бригу тадашњем надбискупу Скопља. 19. октобра 1923. године са одредбом Ватикана постају део Крижевске епархије и као такви остају све до 2001. године

### Апостолски егзархат
Папа Јован Павле II је 11. јануара 2001. је у Ватикану потписао уредбу о оснивању Апостолског егзархата за католике источног обреда у Македонији. Први именовани апостолски егзарх је био монсињор Јоаким Хербут, бискуп скопски. Седиште егзархата је у граду Струмици, а црква „Успење Пресвете Богородице” у Струмици добија назив катедрала
Две црквене институције у Макеоднији:Скопска бискупија и Апостолски егзархат Македоније су под руковдством једне особе, монсињора Кира Стојанова од 2005. године, можда и једини случај у свету. Упркос различитим обредима, сарадња између свештеника и међу верницима је на завидном нивоу.

## Верски објекти
Скопска бискупија
- Црква „Пресвето Срце Исусово“ - катедрална црква у Скопљу;
- Црква „Пресвето Срце Исусово“ - Битољ;
- Црква „Св. Кирил и Методиј и Св. Бенедикт“ - Охрид[6];
- Католичка црква у Штипу;

Апостолски егзархат
- Црква „Успење Пресвете Богородице“ - Струмица, катедрална црква;[6]
- Црква „Св. Јован Крститељ“ - Струмица;
- Црква „Св. Кирил и Методиј“ - Богданци;
- Црква „Св. Петар и Павле“ - Гевгелија;
- Црква „Успење Пресвете Богородиц“ - Нова Махала;
- Црква „Светог Ђорђа Чанаклија“ - Нова Маала;
- Црква „Св. Пророк Илија“ - Радово;
- Црква „Св. Кирил и Методиј“ - Петралинци;
- Црква „Св. Никола Чудотворац“ - Секирник;[6]
- Црква „Св. Апостол Павле“ - Паљурци;
- Црква „Св. Јосиф“ - Бистренци;